# Agylla postimparilis
Agylla postimparilis är en fjärilsart som beskrevs av Rothschild 1912. Agylla postimparilis ingår i släktet Agylla och familjen björnspinnare. Inga underarter finns listade i Catalogue of Life.